# 正阿弥勝義

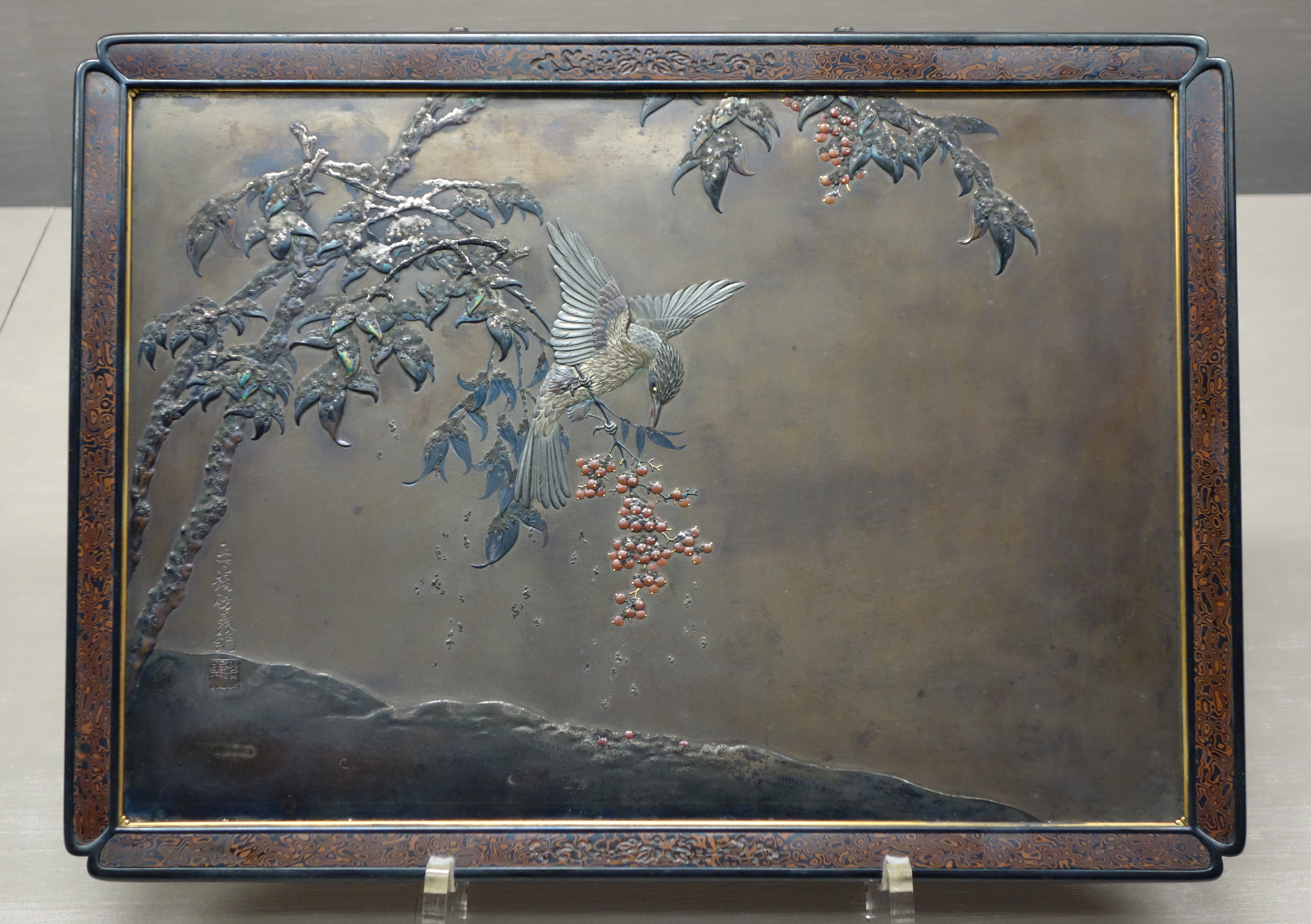
雪中南天樹鵯図額 1893年 東京国立博物館蔵

正阿弥 勝義（しょうあみ かつよし、天保3年3月28日（1832年4月28日） - 明治41年（1908年）12月19日）は、明治時代に活躍した金工家。

## 略伝
天保３年（1832年）津山二階町に住む津山藩お抱えの彫金師・中川五右衛門勝継の三男として生まれる。幼名は淳蔵、通称は淳蔵、勝義は工名。幼い頃から父に彫金を学ぶ。江戸出府の方便として津山藩先手鉄砲隊小山家の継嗣となり、江戸の彫金家に弟子入りしようとするが果たせず、江戸から帰郷後養子関係を解消。その後、18歳で岡山藩御抱え彫金職人の名家・正阿弥家の婿養子となって、正阿弥家の9代目を継ぐ。養子入り後は、江戸幕府お抱えの彫金家・後藤家の門人で、自身も江戸幕府及び朝廷の御用職人を務めていた実兄・中川一匠や、その師・後藤一乗から手紙で下絵や脂型、或いは相互に作品を遣り取りして指導を受ける。勝義の作品を数多く所蔵する清水三年坂美術館にはこの頃の刀装具や短刀拵も含まれ、既に勝義が高度な技術を持っていたことが窺える。
正阿弥家は、藩主の注文で刀装具を作り安定した暮らしをしてきたが、明治維新後の廃藩置県で岡山藩との雇用が解かれたことによって生活の保障がなくなり、更に廃刀令により刀装具の仕事もなくなってしまった。多くの彫金家たちが廃業する中、勝義はその技術を生かして新たに花瓶や香炉などの室内装飾品や彫像などの美術工芸品、茶器などを制作し始める。明治11年（1878）職人30余名で輸出産業を起こし、神戸の貿易商・濱田篤三郎の紹介でイギリス商人と売買契約を結ぶ。ところが、奸商による粗製偽物が出たため輸出を中止、職人を少数に絞り美術工芸に専念する。同年から、イギリスから大衝立の注文を受け、加納夏雄・海野勝珉の十二支図案で、勝義の金工彫、逸見東洋の木工により３年がかりでを作り上げ、現在ボストン美術館が所蔵している。その後、勝義は国内、海外を問わず精力的に博覧会や美術展に出品し、各地で高い評価を受けた。
明治32年（1899年）67歳にして美術研究のため京都へ引っ越す。京の伝統文化は正勝の才能を更に昇華させ、正勝の名声を高めている作品の多くは、京都移住後から死去までの10年間に制作されたものである。晩年はパトロン離れによる新たな顧客獲得のための慣れない営業で身をすり減らし、これまでの人生でした事も無い借金もかさんでいった。明治41年（1908）に脳卒中で京都で逝去、享年77。墓所は、岡山の東山墓地。

## 人柄と逸話
勝義は非常に真面目で几帳面、筆まめだった。朝に近所にある正覚寺の稲荷社に詣でる以外外出せず、休みは正月と葵祭の2日だけで、倦むこと無く制作に打ち込んだという。制作は平行して複数の作品を作ることが多く、同時に同じ作品を作るのも珍しくない。制作期間は、半年から1年弱程が多いが、大作には数年を要したようだ。作品が完成すると、床の間に菊池容斎が描いた稲荷図の三幅対を掛け、その前に作品を飾り、「今日は棟上げじゃ」と言って、懇意の人や弟子たちを集めて酒を振舞うのが家風となっていた。杯をあげながら正勝は、「私の作品が将来、依頼した人に損をかけぬように、と思って神様にこうやってお祈りするのじゃ」と、いつも周囲の者に語っていたという。
またある時、成金から全て金の煙管を作ってくれと頼まれた。正勝は「金の煙管なんか聞いた事もない」と断ったが、成金は「どうしても作ってくれ」と言い残して去っていった。それから勝義は純金で煙管を作って渡すと、依頼主は大層喜んだ。その直後、勝義は「ちょっとその煙管を私に貸して下さい。これに少し彫り物をして差し上げます」と言って持ち帰り、今度はその金の煙管全体に鉄を巻いてしまった。そして、その上からすっと草花を彫ると、下から金の彫り物が燦然と輝いた。数日後、依頼者に「金とはこうして使うものです」と言って返すと、その成金は大いに感じ入ったという。

## 作風
その作風は、「超絶技巧」というべき高い技巧を誇り、精緻な彫金、高い写実力・質感表現、多様な金属による色数の多さ、光沢の美しさは、全体に技術レベルが高い明治期の彫金師の中でも一頭地を抜いている。また、刀装具出身の金工家らしく、鉄の錆地の美しさも特徴である。一方で、見る者の意表を突き想像を掻き立てる遊び心や、物事の一瞬を捉えた粋な趣向を盛り込み、更に複数の意匠を取り入れ対比させることで、緊張感や物語性を生み出している。
勝義は、帝室技芸員を頂点とする近代美術史研究の中では、地方の名工という位置付けで、地元岡山ではともかく一般に高く評価されていたとは言いがたい。正勝自身も、そう感じていたようだ。明治39年（1906年）の手紙には、「時勢で、これからは図案家に協議の方がよく売れる。個人の作は勢力が薄い。技術は老人が上でも、東京の方が勢力がある」と語り、中央の権力に属する職人群に贖う「個人」である「老人」正勝の焦りや諦念、無力感が読み取れる。むしろ海外の収集家に評価され、多くの作品が国外に流出した。現在、確認されている作品は150件ほど、小品や刀装具を含めればその2倍以上あると見られる。国内で、勝義の作品を所蔵する主な施設として、東京国立博物館、京都国立近代美術館、清水三年坂美術館、野崎家塩業歴史館、林原美術館、岡山県立博物館、岡山県立美術館、倉敷市立美術館などが挙げられる。

## 作品
- 「雪中南天樹鵯図額」 東京国立博物館蔵 1893年(明治26年) シカゴ万国博覧会3等銅賞
- 「風神雷神図対花瓶」林原美術館蔵 1903年（明治36年）第5回内国勧業博覧会3等賞 - 器胎は京都の下地師・井上豊松。正義が箱書きに記した「図倣金岡筆意」より、巨勢金岡の図に倣ったことがわかり、当時岡山の実業家の手元にあった伝巨勢金岡筆「風神雷神図双幅」との関連性が指摘されている[4]。
- 「群鶏図香炉」 清水三年坂美術館に2点蔵、岡山県立博物館に1点蔵
- 「鯉鮟鱇対花瓶」 素銅、象嵌（金、銀、四分一） 京都国立近代美術館蔵[5]